# Coteni (okręg Giurgiu)
Coteni – wieś w Rumunii, w okręgu Giurgiu, w gminie Bulbucata. W 2011 roku liczyła 6 mieszkańców.